# Sergio Cidoncha
Sergio Cidoncha Fernández (Madrid, 27 agosto 1990) è un calciatore spagnolo, centrocampista del Móstoles URJC.